# Nora Waln
Nora Waln (* 4. Juni 1895 in Grampian Hill; † 27. September 1964 in Málaga) war eine US-amerikanische Journalistin und Schriftstellerin. Geboren als Nora Wall, nahm sie als Erwachsene den früheren Familiennamen Waln wieder an. Sie gehörte der streng pazifistischen Religionsgemeinschaft der Quäker an.
In Deutschland bekannt wurde sie hauptsächlich durch zwei Longseller, die ihre Erlebnisse vor und während des chinesischen Bürgerkriegs beschreiben. Beide kamen in der Zeit des Nationalsozialismus 1935 bzw. 1936 im Deutschen Reich heraus, als Waln sich dort aufhielt, für eine weitere Schrift recherchierte und tagebuchähnliche Aufzeichnungen machte.
Ihr Buch Reaching for the Stars (1939), deutsch „Der Griff nach den Sternen“, eine detaillierte Schilderung ihres Aufenthalts im nationalsozialistischen Deutschland der Vorkriegszeit, wurde in den USA und Großbritannien bekannt, bei seinem Erscheinen im Nachkriegsdeutschland etwa 1947 aber kaum beachtet, während die beiden Reportagen aus China neu aufgelegt wurden.

## Leben
Nora Waln wuchs mit ihren sechs Geschwistern in einem wohlsituierten Elternhaus auf. Sie war die Tochter von Thomas Lincoln und Lillian (Quest) Wall, Quäkerin und eine Nachfahrin von Nicholas Waln, der 1682 von Yorkshire, England nach Amerika umgesiedelt war.  Bereits 1917 übernahm sie die Redaktion der Frauenseite einer Zeitung in Washington. 1918 war Nora Waln Mitarbeiterin des American Committee for Armenian and Assyrian Relief (heute Near East Foundation, NEF). In dieser Funktion schrieb sie das Drehbuch zu dem Film Ravished Armenia, nach dem gleichnamigen Buch der armenischen Autorin Aurora Mardiganian, Überlebende des Völkermords an den Armeniern. (Das Buch selbst enthält ein Vorwort Walns.) 1919 besuchte sie das Swarthmore College, das sie jedoch ohne Abschluss verließ. 
Aufgrund einer privaten Einladung kam sie 1920 nach China. Hier lernte sie ihren  Ehemann George Edward Osland Hill kennen, der als Offizier für England im diplomatischen Dienst stand. Mit Unterbrechungen blieb sie bis 1933 in China. Da ihr Mann, ein engagierter Amateurmusiker, in Deutschland Unterricht nehmen wollte, lebte sie von 1934 bis 1938 in Deutschland und in Österreich.
Anschließend ging Waln zunächst nach England. Dort setzte sie ihren Einfluss ein, um Opfer des NS-Regimes zu unterstützen. 1940 begründete sie The Nora Waln Fund for Refugee Children, eine Hilfsorganisation für notleidende Kinder aus Deutschland und anderen kriegsbeteiligten Ländern, 1946 wurde sie Leiterin des europäischen Kappa Kappa Gamma Fund of Refugee Children.
Nora Waln gehörte zu den offiziellen Beobachtern der Nürnberger Prozesse und war in den folgenden Jahrzehnten Korrespondentin in Asien und Europa für verschiedene Zeitungen und Magazine.
Nach dem Tod ihres Ehemannes zog Nora Waln 1961 nach Málaga, wo sie 1964 starb.

### In China
Ihre ersten beiden Bücher, „Sommer in der Mongolei“ und „Süsse Frucht, bittre Frucht China“ wurden 1935 bzw. 1936 in Deutschland verlegt und erzielten auch nach dem Krieg noch zahlreiche Neuauflagen. Die Aufmerksamkeit, die Walns Bücher genossen, lässt sich auch darauf zurückführen, dass sie sich als eine der ersten Ausländerinnen ein intimes Bild des chinesischen Familienlebens machen konnte. Die Bücher wurden in Deutschland wie im Ausland überwiegend positiv rezensiert.

„Mit der ganzen Fülle ihrer ungewöhnlichen darstellerischen Kunst erzählt nun Nora Waln die Geschichte ihrer Freundin und ihre eigenen Eindrücke …“

### Im NS-Deutschland
Die Jahre im nationalsozialistisch regierten Deutschland (1934–1938) verbrachte Nora Waln in den Kreisen des gehobenen Bildungsbürgertums. Die Journalistin warf Blicke in die gesellschaftlichen Schichten aller politischen Überzeugungen. Auch unternahm sie Besuche in Einrichtungen der neuen NS-Regierung. Ihr 1948 auf Deutsch erschienenes Buch über diese Zeit fand in Deutschland kaum Resonanz. Zum damaligen Zeitpunkt war die Bereitschaft der deutschen Leser gering, sich mit ihrem Leben während des Faschismus auseinanderzusetzen.
Heute dient es in geschichtswissenschaftlichen Publikationen als historisches Quellenmaterial.
Im Ausland wurde das Buch seinerzeit viel beachtet und auch von Klaus Mann in zwei Briefen ausführlich besprochen. In England sowie in den Vereinigten Staaten wurde es 1988 bzw. 1993 wieder aufgelegt; eine mit Anmerkungen versehene, teilweise neu übersetzte und durch fehlende Passagen in der deutschen Erstausgabe ergänzte deutschsprachige Neuauflage erschien 2014 online. Zu ihrer Motivation für die Schrift, in der sie die unbekannten Protagonisten anonym beschreibt, gibt die Quäkerin (1939) an: „Der Zweck des Buches ist, das Verständnis der außerhalb des Dritten Reiches lebenden Menschen für die Deutschen zu fördern. Wir, die wir die Erde bewohnen, müssen in brüderlicher Liebe mehr zusammenhalten, als wir es bisher getan haben. […] Ich hoffe, es wird kluge Menschen dazu anregen, daß sie den Deutschen helfen in die erste Reihe der zivilisierten Völker zuückzukehren [sic]“.
Nora Waln galt als Anhängerin der Zwei-Deutschland-Theorie.

## Werke
- The Street of Precious Pearls (New York 1921, 2. Auflage 1925)
- House of Exile (Boston 1933, erweiterte Ausgabe 1993)
  - Süsse Frucht bittre Frucht China (Berlin 1935)
- Sommer in der Mongolei (Berlin 1936; aus dem englischen Manuskript übersetzt; keine englische Ausgabe erschienen)
- Reaching for the Stars (als Serie in The Atlantic Monthly ab Januar 1939; nicht identische Buchausgaben: Boston und London 1939)
  - Neuausgabe: The Approaching Storm: One Woman’s Story of Germany, 1934–1938. (London 1988, New York 1993)
  - Deutsche Ausgabe: Der Griff nach den Sternen. Hans E. Günther Verlag, Stuttgart o. J. [1948]
  - Geänderte Neuausgabe: Nach den Sternen greifen. Deutschland, Österreich und Tschechoslowakei 1934–1938. Herausgegeben und mit einem Nachwort versehen von Mondrian Graf von Lüttichau. Verlag Autonomie und Chaos, Berlin 2014, ISBN 978-3-9232113-2-6, nur online als PDF-Datei.